# シーバスフィッシング
シーバスフィッシング(英:SEA BASS FISHING)とは、A-waveが開発しエイブルコーポレーションによって発売されたアーケードゲームである。1998年2月より稼働。